# Batalha de Linuesa

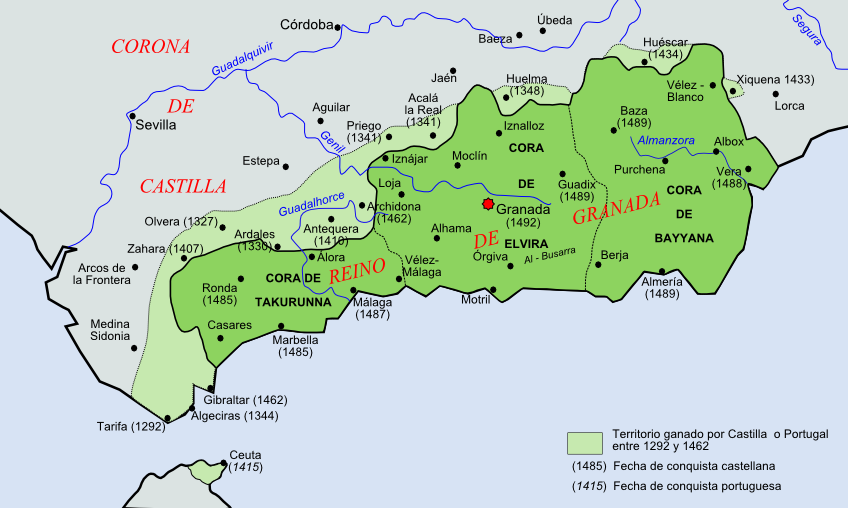
Batalha de Linuesa

A Batalha de Linuesa foi uma ação travada em 21 de dezembro de 1361 na cidade de Huesa, Reino de Jaén (atual província de Jaén, Espanha). A batalha foi travada entre o Reino de Castela e as forças do Emirado de Granada. A batalha resultou em uma vitória para as forças do Reino de Castela.
As forças castelhanas eram comandadas por Diego García de Padilla, o Grão-Mestre da Ordem de Calatrava, Enrique Enríquez "el Mozo", o Adelantado Mayor da frontera de Andalucía, e por Men Rodríguez de Biedma, o caudilho chefe do Bispo de Jaén.

## Contexto
As tropas muçulmanas do Emirado de Granada, invadiram Jaén no final de 1361, saqueando as áreas do Adelantamiento de Cazorla e incendiando o município de Peal de Becerro. As forças muçulmanas eram compostas por cerca de 600 soldados de cavalaria e 2 mil soldados a pé. Eles também capturaram muitos cativos, machos e fêmeas e acumularam uma grande quantidade de saques.

## A batalha
Quando Diego García de Padilla, Grão-Mestre de Calatrava soube da notícia sobre a invasão muçulmana de Cazorla, e do caos que estava sendo levantado em Peal de Becerro, ele reuniu suas forças e deu perseguição.
As tropas castelhano-leonesas ganharam o controlo de uma travessia fluvial no Guadiana Menor com a intenção de aproveitar o facto de as forças muçulmanas terem de atravessar o rio na travessia para regressarem às suas terras. A batalha começou em 21 de dezembro de 1361.
As tropas muçulmanas chegaram à passagem anteriormente ocupada pelas forças cristãs e imediatamente tentaram desalojar sua posição para forçar uma travessia. As forças castelhano-leonesas avançaram sobre as tropas muçulmanas em troca e as derrotaram completamente em um lugar chamado Linuesa. As crônicas do rei Pedro I de Castela relatam que poucos muçulmanos escaparam da ação com suas vidas e que foram massacrados quase a um homem.

## Consequências
Quando o rei Pedro I de Castela ouviu a notícia de que seus exércitos haviam derrotado os invasores, ele ficou extremamente satisfeito, mas finalmente ordenou que seus capitães entregassem todo o seu saque à coroa e prometeu dar-lhes cada trezentos Maravedies em troca.
Além disso, uma vez no poder do tesouro entregue, o rei não conseguiu cumprir o dinheiro da recompensa prometida. A quebra dessa promessa sem dúvida irritou Diego García de Padilla, Enrique Enríquez "el Mozo" e Men Rodríguez de Biedma, que haviam travado a batalha em nome do rei. Pedro I de Castela é conhecido na história como "Pedro I el Cruel" ou "Pedro I, o Cruel".
Alguns meses depois, o mesmo exército castelhano liderado pelos mesmos comandantes foi derrotado pelas tropas muçulmanas na Batalha de Guadix, que foi travada no inverno do ano de 1362.